# Gerhard Preuß (Mathematiker)

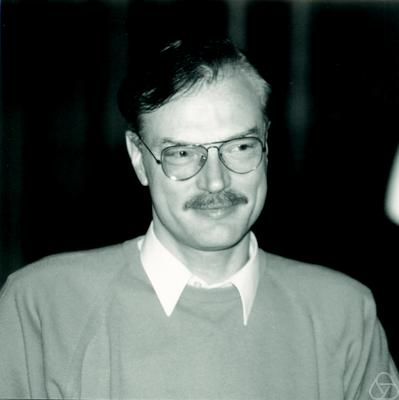
Gerhard Preuß

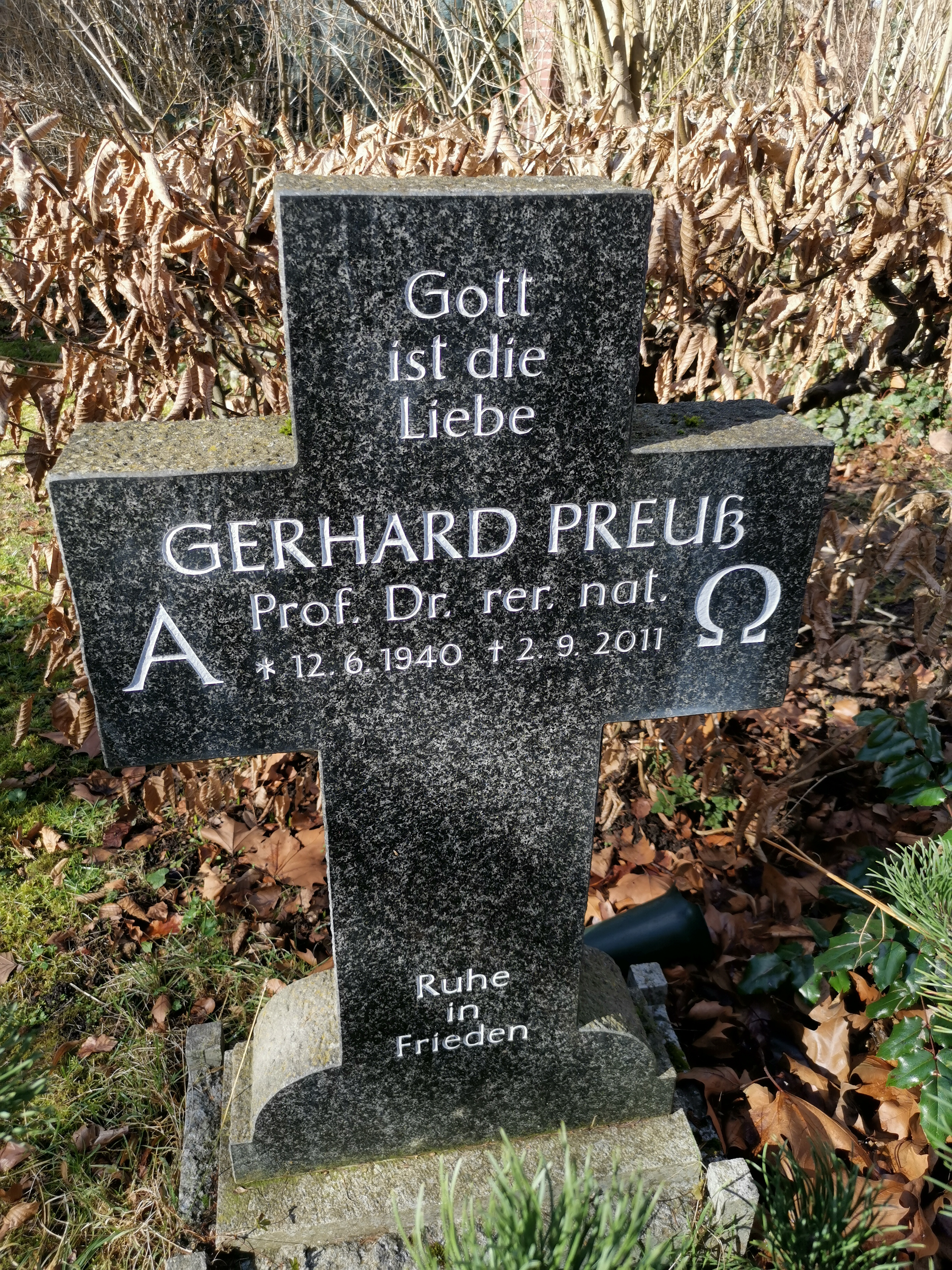
Grabstelle auf dem Friedhof Schöneberg II in der Eythstraße

Gerhard Preuß (* 12. Juni 1940 in Berlin; † 2. September 2011 ebenda) war ein deutscher Mathematiker.
Er lieferte wesentliche Beiträge zur Convenient Topology sowie Beiträge zur Allgemeinen Topologie und kategoriellen Topologie. Promotion und Habilitation erfolgten an der Freien Universität Berlin, wo er 1970 als Professor berufen wurde. Gerhard Preuß war Mitherausgeber der mathematischen Zeitschrift Mathematica Japonica und von 2009 bis zu seinem Tod Präsident der Berliner Mathematischen Gesellschaft.

## Werke (Auswahl)
- Über den ⊕-Zusammenhang und seine Lokalisation, 1967, DNB 482173599 (Dissertation FU Berlin, Mathematisch-naturwissenschaftliche Fakultät, 18. Dezember 1967, 68 Seiten).[3]
- Allgemeine Topologie, Springer, Berlin / Heidelberg / New York, NY 1972, ISBN 3-540-06006-5.
- Theory of Topological Structures: An Approach to Categorical Topology, Academic Publishers Kluwer, Dordrecht 1987, ISBN 90-277-2627-2.
- Foundations of Topology - An Approach to Convenient Topology, Kluwer, Boston / Dordrecht 1-4020-0891-0 2002, ISBN 1-4020-0891-0.
- mit Werner Gähler: Categorical Structures And Their Applications: Proceedings Of The North-west European Category Seminar, Berlin, 28.–29. März 2003, World Scientific Publishing, Singapore / Hackensack, NJ 2004, ISBN 978-981-256-053-7.